# La Frasse (Suisse)
Pour les articles homonymes, voir La Frasse.
Le séculaire glissement de terrain à La Frasse, sur la commune d’Ormont-Dessous, dans le district d'Aigle du canton de Vaud, entre les villages du Sépey et de Leysin, mobilise de longue date les énergies. Ce site est suivi avec attention depuis le début des années 1970 par des scientifiques et gestionnaires de risques qui disposent de données accumulées depuis le milieu du XVIIIe siècle.

## Historique
Ce glissement est dû probablement au retrait de l’ancien glacier du Creux de Champ, dont ne subsistent aujourd’hui que quelques vestiges. Ce glacier, dans son lent écoulement, a érodé la rive droite de son auge au lieu-dit La Frasse, éliminant les calcaires massifs jusqu’à mettre à nu le Flysch sous-jacent. Ce Flysch, constitué d’une alternance de grès et schistes marneux, était stable tant que la pression de la glace maintenait ces couches en place, mais s’est mis à glisser dès que cet appui a disparu.
Cette zone dangereuse est active en permanence, et des crises destructrices périodiques ont eu lieu et sont encore attendues. Par endroits, certains points de repère se sont peu à peu déplacés sur plus de 500 mètres sur une durée d’environ 120 ans.

## Description
Ce glissement a entraîné 50 millions de mètres cubes de roches et sols sur 2 km de longueur au-dessus d'un synclinal dit Synclinal de Flysch, formé de roches schisto-marneuses à bancs constitués de grès et de calcaire qui occupent le cœur d'un vaste pli déjeté formé par d'épaisses séries mésozoïques du Trias et du Malmet par des Couches Rouges marno-calcaires de l'Éocène.
La masse en glissement arrive dans la rivière Grande Eau. Cette rivière érode le pied de la coulée rocheuse sur 600m de large environ, ce qui explique le caractère permanent du glissement. Le profil en long de la rivière tend à s'élever alors qu'elle se comble par les apports de la coulée (malgré ses capacités érosives). Les grandes crues de cette rivière semblent sans effets sur le glissements, sauf quand elles sont combinées à d'autres phénomènes hydrogéologiques liés à la nappe qui est présente dans la masse du glissement.
Le cône de glissement couvre environ 1 km2 de terrain. Il est épais de quelques dizaines de mètres (à une centaine de mètres localement) et a atteint une largeur de 500 à 1000 m. 
Il continue à progresser à une vitesse moyenne d'environ 10 cm par an sur un flanc de montagne dont la pente moyenne est de 11° dans ses 2/4 supérieurs et plus raide (20 ° environ) pour la partie basse, qui est la zone de glissement la plus active. 
Cette masse peu perméable (K 10-6 à 10-7 m/s) est formée de roches du Flysch « disloquées et broyées en une masse de fins débris argileux et de blocs de toutes tailles de calcaires marneux, de calcaires gréseux et de grès ».
Trois accélérations du glissement ont été enregistrées au XXe siècle, dont les deux dernières (survenues en 1966 et 1981-82) sont bien documentées,,, notamment parce que le dernier évènement a eu lieu durant une phase d'étude pluridisciplinaire pilotée par l'EPFL DUTI (Détection et Utilisation des Terrains Instables) qui s'est déroulée de 1980 à 1984 et qui a permis de mettre à jour des données géodésiques et photogrammétriques.

## Causes du glissement
Elles résultent du croisement de nombreux facteurs : hydrogéomorphologiques, hydrogéologiques, hydrologiques et climatiques...

## Solution retenue
Des travaux d’assainissement ont eu lieu en 2007-2009,.